# Campo escalar

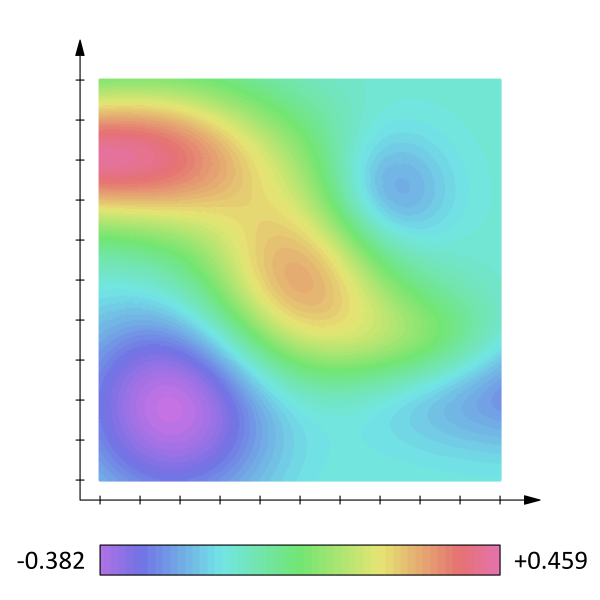
Um campo escalar representando, por exemplo, pressão ou temperatura, pode ser ilustrado utilizando-se variação de cores.

Em matemática e física, um campo escalar associa um escalar a todo ponto no espaço. O escalar pode ser tanto um número matemático ou uma quantidade física. Campos escalares têm de ser independentes de coordenadas, significando que quaisquer dois observadores usando o mesmo sistema de unidades concordarão no valor do campo em um mesmo ponto absoluto no espaço (ou espaço-tempo) quaisquer que sejam seus respectivos pontos de origem. Campos escalares são geralmente utilizados na física, por exemplo, para indicar a distribuição de temperatura pelo espaço, a pressão do ar, assim como campos quânticos de spin-zero, tais como o Campo de Higgs. Esses campos são tratados na Teoria dos Campos Escalares.

## Definição
Um campo escalar é uma função de R{\displaystyle ^{n}} para R. Isto é, ele é uma função definida em {\displaystyle n}-dimensões do espaço euclidiano com valores reais. Geralmente ela precisa ser contínua, ou uma ou mais vezes diferenciáveis, isto é, uma função de classe {\displaystyle C^{k}}. Matematicamente, um campo escalar em uma região U é um verdadeiro ou função complexa de valor ou distribuição em U. A região de U pode ser um conjunto em algum espaço euclidiano, espaço de Minkowski, ou, mais geralmente um subconjunto de um colector, e é típico em matemática para impor outras condições no campo, de modo que seja contínuo ou muitas vezes continuamente diferenciável em alguma ordem. Um campo escalar é um campo tensor de ordem zero, e o termo "campo escalar" pode ser utilizado para distinguir uma função deste tipo com um campo mais geral do tensor, a densidade, ou a forma diferencial.
Fisicamente, um campo escalar é adicionalmente distinguido por ter unidades de medida associadas com ele. Neste contexto, um campo escalar também deve ser independente do sistema de coordenadas utilizado para descrever o sistema físico, isto é, quaisquer dois observadores usando as mesmas unidades devem concordar sobre o valor numérico de um campo escalar, em determinado ponto do espaço físico. Campos escalares são diferentes de outras representações matemáticas, tais como campos de vetores, que associam um vetor para cada ponto de uma região, bem como campos de tensores e campos espinoriais. Mais sutilmente, campos escalares são frequentemente contrastados com campos pseudoescalares.
O campo escalar pode ser visualizado como um espaço {\displaystyle n}-dimensional com um número real ou complexo relacionado a cada ponto no espaço.
O gradiente é um operador que atua em um campo escalar, o levando a um campo vetorial.
Se um campo escalar é independente do tempo, o mesmo é dito estacionário ou permanente.

## Campos Escalares na Física
Na física, campos escalares frequentemente descrevem a energia potencial associada a uma dada força. A força constitui um campo vetorial, que pode ser obtido como o gradiente do campo escalar de energia potencial. Assim, podemos citar, como exemplos:
- Campos Potenciais, como o potencial gravitacional Newtoniano, ou o potencial elétrico, proveniente da Eletrostática.
- Os Campos temperatura, umidade ou pressão, de grande aplicação na área Meteorológica.

## Exemplos na Teoria Quântica e Relatividade
- Em teoria quântica de campos, um campo escalar é associado a partículas de spin nulo. O campo escalar pode ser real ou complexo. Campos escalares de valor complexo representam partículas carregadas. Esses incluem o Campo de Higgs carregado do Modelo Padrão, assim como os píons carregados que mediam a interação nuclear forte.[2]
- No Modelo Padrão de partículas elementares, um campo escalar de Higgs é usado para dar a massa aos léptons e também os bósons de vetor massivo, através de uma combinação da interação de Yukawa e a quebra espontânea de simetria. Esse mecanismo é conhecido como Mecanismo de Higgs.[3] Um candidato ao Bóson de Higgs foi detectado no CERN em 2012.
- É suposto que campos escalares causem a expansão acelerada do universo.[4] o que ajuda a resolver o Problema do horizonte e dando uma razão hipotética para a constante cosmológica se comportar como é observado. Campos escalares sem massa (longo alcance) são conhecidos neste contexto como ínflatons. Campos escalares com massa (curto alcance) são propostos também, como por exemplo campos assemelhados ao de Higgs.[5]